# リスボン近郊鉄道
リスボン近郊鉄道（Urbanos de Lisboa, ウルバノス・デ・リジュボア）は、ポルトガル鉄道が運行するリスボン近郊路線のこと。2015年現在、4路線68駅で運営されている。

## 路線図及び路線

2013年現在の路線図

### ポルトガル鉄道が運行する路線
- アザンブジャ線
- シントラ線
- カスカイス線
- サド線

### その他の鉄道会社が運行する路線
- フェルタグス線